# Glidden (Iowa)
Glidden es una ciudad situada en el condado de Carroll, Iowa, Estados Unidos. Tiene una población estimada, a mediados de 2024, de 1140 habitantes.

## Geografía
La localidad está ubicada en las coordenadas 42°3′28″N 94°43′36″O / 42.05778, -94.72667. Según la Oficina del Censo de los Estados Unidos, tiene una superficie de 2.88 km², correspondientes en su totalidad a tierra firme.

## Demografía
Según el censo de 2020, en ese momento había 1151 personas residiendo en la localidad. La densidad de población era de 399.65 hab./km². El 96.79% de los habitantes eran blancos, el 0.26% eran amerindios, el 1.65% eran de otras razas y el 1.30% eran de una mezcla de razas. Del total de la población, el 2.43% eran hispanos o latinos de cualquier raza.